# Anne Vyalitsyna
Anna „Anne“ Vyalitsyna (* 19. März 1985 in Nischni Nowgorod, Russland) ist ein US-amerikanisches Model. Im Alter von 15 Jahren wurde sie bei dem Wettbewerb MTV’s Fashionably Loud Europe gescoutet. Nach ihrem Sieg bei einem weiteren Wettbewerb zog sie nach New York. Ihren Durchbruch in der Modewelt schaffte sie 2005, als sie das erste Mal in der Sports Illustrated Swimsuit Issue abgebildet war. Vyalitsyna machte sich außerdem einen Namen, indem sie für Modelabels wie Anna Molinari, Chloé und Sportmax modelte. Sie schaffte es auf Covers von Magazinen wie der Vogue, Elle und Glamour. Am 16. November 2013 wurde sie amerikanische Staatsbürgerin.
Von 2011 bis 2012 war Anne Vyalitsyna mit dem Leadsänger der Pop-Gruppe Maroon 5, Adam Levine, zusammen. Seit 2014 ist sie mit Adam Cahan zusammen und seit 2016 verlobt. Beide haben zwei gemeinsame Kinder.